# Zentropacupen 1951
Zentropacupen 1951 var en inofficiell upplaga av Mitropacupen. Detta var enda gången som turneringen hette Zentropacupen.

## Slutspel

### Semifinaler
| Lag 1      | Resultat | Lag 2         |
| Admira     | 4–1      | Dinamo Zagreb |
| Rapid Wien | 5–0      | Lazio         |

### Bronsmatch
| Lag 1         | Resultat | Lag 2 |
| Dinamo Zagreb | 2–0      | Lazio |

### Final
| Lag 1      | Resultat | Lag 2  |
| Rapid Wien | 3–2      | Admira |